# Мисия на ООН за подпомагане на прехода (UNTAG)
Мисията на ООН за подпомагане на прехода (United Nations Transition Assistance Group, UNTAG) е мироопазваща мисия на ООН за периода от април 1989 до март 1990 г. в Намибия, която следи за мирното протичане на изборите.
Намибия е завладяна от Южноафриканския съюз през 1915 г., като от 1920 година Южноафриканският съюз управлява страната с мандат на Обществото на народите, а по-късно владее тези територии незаконно. От 1966 г. южноафриканските сили водят борба срещу бунтовниците от Народна армия за освобождение на Намибия (PLAN) и военното крило на намибийската националистическа организация – Народна организация на Югозападна Африка (SWAPO). През 1978 г. в Съвета за сигурност минава Резолюция 435, която предлага план за провеждане на избори, изготвени от Южна Африка, но под надзора на ООН и контрол след потушаването на военните действия. Чак през 1988 г. само двете партии (PLAN и SWAPO) са способни да се споразумеят за прекратяването на огъня. Мисията на ООН за подпомагане на прехода започва да разполага миропомазващи сили, военни наблюдатели, полиция и политически работници, като по този начин военните действия биват подновени в деня, в който преходът трябва да започне. След нови преговори на следващия ден започва изборният процес. Изборите за Учредително събрание са проведени през ноември 1989 г., като са мирни и обявени за свободни и справедливи. Народната организация на Югозападна Африка (SWAPO) печели с мнозинство. Новата конституция е приета четири месеца след официалното обявяване на Намибийската независимост и успешното завършване на мисията на ООН за подпомагане на прехода.

## История

### Управление на ЮАР
По време на Първата световна война днешна Намибия е част от Германска Югозападна Африка. След войната Южна Африка предоставя мандат на Лигата на нациите за администриране на Югозападна Африка като колония. Южна Африка управлява страната като провинция, осигурявайки ѝ представителство в южноафриканския парламент (въпреки че е подложена на дискриминационни ограничения под „Апартейда“) и интегрирайки я икономически в страната. Въпреки че са се водели преговори за официално обединение, правителството никога официално не е предприело анексиране на територията.
След Втората световна война, когато ООН заменя Лигата на нациите, Южна Африка отказва да приеме попечителството на ООН над Югозападна Африка и едновременно декларира анулирането на мандата на Лигата, тъй като тя вече не съществува. Международният съд (ICJ) декларира, че макар и Южна Африка да не е задължена легално да приеме попечителството, от друга страна няма легално право да анулира мандата.

### Начало на борбата
През 1966 г. Общото събрание на ООН отменя южноафриканския мандат и декларира, че Югозападна Африка ще бъде под администрацията на ООН, докато не стане независима. Също през 1966 г., Народната организация на Югозападна Африка (SWAPO), която е била водещата националистическа организация в Намибия в началото на 60-те години, започва партизански атаки с помощта на Замбия като военен сътрудник, под името Народна армия за освобождение на Намибия (PLAN). Първата престрелка между Народната армия за освобождение на Намибия и Южноафриканския отбранителен отряд (SADF), също позната като Намибийска война за независимост, се случва на 26 август 1966 г. в Омугулугвомбаче. През следващите няколко години се вземат серия от решения на Общото събрание, касаещи африканските територии, като една от тях е преименувана през 1968 г. на Намибия, а много други осъждат окупацията на Южна Африка и призовават за избори. Консулството за сигурност на ООН описва действията на Общото събрание в Резолюция 264 на Консулството на Сигурността на ООН през 1969 г. По същото време Южна Африка създава свой режим в Намибия без свободни избори или международно участие.
През 1975 г. северният съсед на Намибия – Ангола извоюва своята независимост от Португалия и започва да бъде управлявана от политическа коалиция. Коалицията бързо се разпада и избухва Анголската гражданска война. САЩ и Южна Африка подкрепят групата на Националната организация за независимост на Ангола (UNITA), СССР подкрепя Народното движение за освобождение на Ангола (MPLA) и Република Китай (Тайван) подкрепя Националния фронт за освобождение на Ангола (FNLAE). Народното движение за освобождение на Ангола (MPLA) окупира столицата и икономически важните петролни залежи с помощта на Куба и малко след това са припознава като официално правителство от повечето страни, въпреки че Националната организация за независимост на Ангола (UNITA) и Националният фронт за освобождение на Ангола (FNLA) се обединяват и продължават да контролират голяма част от страната. Народното движение за освобождение на Ангола (MPLA) позволява на Народната организация на Югозападна Африка (SWAPO) да изгради лагери на анголска територия, от които да атакува Южноафриканския отбранителен отряд (SADF) и други цели.

### Отговор на ООН
На 30 януари 1976 г. Консулството за сигурността приема Резолюция 385, която декларира, че е наложително да се провеждат свободни избори под наблюдението на ООН и да се контролира Намибия като политическа общност. Тъй като Южна Африка първоначално не приема плана на петте западни участници от Консулството на сигурността, се провеждат преговори с граничните държави, SWAPO, Южна Африка и комисаря на ООН за Намибия – Марти Ахтисаари, докато предложението за разрешаване на ситуацията в Намибия евентуално не бъде постигнато между преговарящите (предложението е представено пред Консулството за сигурността на 10 април 1978 г.).

## Фондация

### Изготвяне на проект
Изготвеният проект включва договорени компромиси и предложения за уреждане на проблемът и е описан като „работен режим“, който „по никакъв начин не дава законно право на Южна Африка да се намесва в администрацията на Намибия“. Въпреки това чрез главен администратор посочен от нея, Южна Африка получава правото да администрира избори в страната, но под надзора и контрола на ООН, който ще бъде ръководен от специалния представител на генералния секретар на ООН и подпомаган от UNTAG. По-късно през 1978 г., Съветът за сигурност на ООН приема и одобрява резолюция, с определен, предварително изготвен план за оттегляне на SADF, за провеждането и администрирането на избори от UNTAG в Намибия, в комбинация с военните и граждански сили, за да се улесни преходът на страната към независимост. Планът зависи от споразумение за така наречения „D-Day“, в който ще се сложи началото на прекратяването на огъня. Въпреки това, в същия период, Южна Африка е въвлечена в конфликт с Ангола, докато се опитва да се справи с бунтовниците от SWAPO, и като резултат от това поставя нови изисквания: така наречената „връзка“, за оттеглянето на кубинските войски от Ангола и тяхното оттегляне от Намибия. Други въпроси, като съставът на силите UNTAG и статута на важно пристанище на Намибия – Walvis Bay също възпрепятстват преговарящите да се споразумеят за прекратяване на огъня.
Преговорите остават в застой през следващото десетилетие, тъй като гражданската война в Ангола продължава. През 1988 г., Куба, Ангола и Южна Африка сключват споразумение, познато като „Тристранното Съгласие“ или „Нюйоркското споразумение“, като посредничеството между страните е извършено от американския помощник държавен секретар Честър Крокер. Серия от срещи, които започват в Лондон и завършват в Женева, приключват със споразумение за примирие на 8 август 1988 година. На последното заседание в Бразавил, Република Конго определено на 1 април 1989 г. като „D-Day“, прилагането на Резолюция 435 на Съвета за сигурност на ООН започва. „Нюйоркското споразумение“ между Куба, Ангола и Южна Африка се подписва официално в Централата на ООН в Ню Йорк на 22 декември 1988 г., с което слага край на Южно-Африканската гранична война, въпреки че прекратяването на огъня в Ангола се случва няколко месеца по-късно.

### Одобрение
Съветът за сигурност изразява загриженост за разходите по прилагане на резолюцията, тъй като по същото време ООН е пострадал от тежката финансова криза в края на 80-те. Въпреки това, няколко групи, включително тази на Организацията за африканско единство (ОАЕ), на Движението на необвързаните страни, и SWAPO възразяват да се намали броя на силите, определен през 1978 година. Като компромис, Секретарят на ООН Хавиер Перес де Куеляр, решава да намали първоначално решение от 7000 на 4650, оставяйки допълнително 2350 сили разположени в родните им страни, като разполагането им е по искане на командващия офицер и е одобрено от ръководителя на UNTAG, генералния секретар и Съвета за сигурност. Допълнителни полицейски и военни наблюдатели, биват добавени също към мисията.
На 9 февруари 1989 г. генералният секретар на Съвета за сигурност представя резолюция, като добавя, че всичко трябва да се направи бързо, ако всички планове в Резолюция 435 трябва да бъдат извършени по график. Съветът за сигурност одобрява мисията на 16 февруари 1989 г. Общото събрание обаче не одобрява бюджета на мисията, до 1 март 1989 г. и поради продължаващите финансови проблеми, ООН не може да изисква резервни фондове от държавите членки. Пълното разгръщане на мисията се забавя с почти цял месец.

## Мандат

### Граждански
Гражданският компонент на мисията е от няколко части, както следва.
- Службата на специалния представител на генералния секретар (СПГС), Марти Ахтисаари. Тяхната роля е да се осигури подкрепа за СПГС, и да предостави политическата връзка с ООН в Ню Йорк. Марти Ахтисаари и офиса на UNTAG ръководи всички аспекти на мисията и специално отговаря за дипломатическите преговори с политически и военни лидери на Намибия, включително главния администратор на Южна Африка – Луис Пиенаар (27 служители).

- Директор на администрацията. За да се гарантира спазването на политиката на ООН в области като финансова отчетност, логистични процедури и кадровата политика (354 служители).
- Граждански Управление на полицията (CIVPOL). Цивилната полиция формира най-голямата част от цивилния компонент на UNTAG, с 1500 служители. Използва се както за наблюдение на действията на съществуващата полицията и силите за сигурност, но и за да се предотврати избирателни проблеми или нарушения на човешките права, както и да съдейства за създаването и поддържането на закона и реда. 25-те страни членки на ЕС отпускат полицейски служители към този отдел, който е воден от Стивън Фанинг в Ирландия (1000 служители).
- Избирателна единица. Този клон на UNTAG е отговорен за планирането, улесняването, и наблюдението на изборите. Тази група трябва да информира гласоподавателите и кандидатите за избирателните процедури в страната, без демократични традиции в страната, както и да осигурява безопасното транспортиране и преброяване на бюлетините. Близо 30 страни доброволно използват този клон, за да наблюдават избирателни секции и броенето на бюлетините. Друга цел, която има е да образова хората в Намибия за изборния процес и да следи за провеждането на предизборните кампании от Южноафриканския генерален секретар (990 служители).
- Върховният комисар на ООН за бежанците. Върховният комисар на ООН за бежанците (ВКБООН) е отговорен за мониторинга и подпомагането на връщането на бежанци от откъснатите военни райони, както и политически изгнаници и бунтовници, базирани в чужди страни. Също така подпомага осигуряването на достъп до страната и с презаселването и реинтеграция на бежанците в Намибийското общество в навечерието на изборите. UNTAG също предлага независими юристи, които да се произнасят по случаите на задържани политически затворници, както и на принудителни изгнаници. Карл Норгаард от Дания е назначен на този пост през 1978 г. и изпълнява своите задълженията до 1989 година (49 служители).
- Самостоятелни съдебни заседатели. Главната му роля е да подкрепя СПГС в оценката и свободното и лоялно сертифициране на изборите (4 служителя).

### Военен
Военният компонент (MILCOM) е отговарял за мониторинга относно прекратяването на огъня, разоръжаване на екстремистите от Народната организация на Югозападна Африка (SWAPO), да следи за оттеглянето на Южноафриканския отбранителен отряд (SADF) и да контролира границите, като е организиран по следния начин:
- Щаб на мисията на ООН за подпомагането на прехода (UNTAG). Войските са съставени от 28 страни и персонал на „Централа на командващия център“, отразени в различни условни националности. Това е нормална практика на военните мисии на ООН, чийто военни щатни бройки се попълват в съответствие с националните ангажименти. Така например в резултат на предоставяне на пехотен батальон от Кения, Малайзия и Финландия се осигуряват служители, които да заемат позицията заместник-командир, началник на генералния щаб и съответно началник на операциите. Полша е осигурила началник на логистиката, Чехословакия – главен военен съветник, Канада – заместник-началник на логистиката и Австралия – главен механик. Последствията от липсата на общи процедури в Щаба са очевидни и са предизвикали множество закъснения при установяването на функционалността му.
- Пехотната бригада е съставена от три уголемени пехотни батальона осигурени от Финландия, Кения и Малайзия. Четири резервни батальона са разположени на родна територия в Бангладеш, Того, Венецуела и Югославия, като са били идентифицирани, но не използвани.
- Специалната група по компонентите се състои от Полски логистичен батальон, който предоставя три нива на логистична подкрепа – съвместно военно/цивилно медицинско звено основано на Швейцарско медицинско звено, Датски контрол на движение, Датско пощенско звено, Австралийски механичен ескадрон, Канадското логистично звено осигурява второ ниво на логистична подкрепа докато не бъде оттеглено, и Запасната група за подкрепа и Сигналната ескадрила на Обединеното кралство.
- Военното полицейско дружество се контролира от 14 държави членки.
- Въздушната помощна група (състояща се от основен ескадрон, тактическо ескадронно звено, тежък тактически въздушен транспорт, средни въздушни хеликоптерни транспорти и полезен транспортно-хеликоптерен отряд) е контролирана от Италия и Испания.
- Съветския съюз и САЩ също така предоставят транспорт за първоначално позициониране на военните сили.

## Изпълнение

### Денят на отстъпление
На 1 април 1989 г. – в Деня за мирния план, мисията на ООН за подпомагане на прехода все още не е напълно разгърната и разположените звена са предимно в цивилната среда, за да осъществяват контрол и нямат транспортно и комуникационно оборудване. Въпреки това, очакванията са високи, тъй като неофициално помиряването се провежда в продължение на седем месеца. Въпреки това, в ранните сутрешни часове, Южноафриканския отбранителен отряд (SADF) съобщава за тежко въоръжени групи бойци от Народната армия за освобождение на Намибия (PLAN), които са започнали да преминават границата и да установяват позиции в Северна Намибия, в нарушение със споразумението, според което трябва да бъдат ограничени до анголските си бази. Народната организация на Югозападна Африка (SWAPO) първоначално отрича да е нарушила условията на споразумението и заявява, че нейните бойци са щели да се превърнат в оръжие на UNTAG и да бъде атакувана от SADF.
Шефът на UNTAG Марти Ахтисаари е подложен на натиск от британския премиер Маргарет Тачър, която е била на посещение в Южна Африка по това време, и от външния министър на Южна Африка Пик Бота да позволи на силите на SADF да напуснат своите бази и да отблъсне нашествието на SWAPO. Ахтисаари бързо решава да се позволи ограничено „разгръщане“. По-късно ще опише това свое решение като най-трудното: „Бяхме в ограничена ситуация, непозволяваща военизиране, но и опитваща се да го ограничи. В противен случай цялата Южноафриканска войска можеше да си отиде след намибийските партизани и мисля, че може да са отишли в Ангола. Ограничавайки южноафриканското отмъщение на половина, дузина от военния батальон и полицейските части, процесът на преход в крайна сметка бе спасен“.
Периодът на интензивна борба е белязан от смъртта на най-малко 263 партизани и 27 южноафриканци. Напрежението и втурването в преговори в сафари квартирите в Mount Etjo в Централна Намибия приключва със споразумение между двете страни за мирен процес и лидерът на SWAPO Сам Муйома призовава всички борци от организацията да се върнат в базите си в Ангола. Въпреки това позицията на SADF продължава да е близка до тази на UNTAG относно събирателните пунктове на бойците от SWAPO и затова повечето от членовете отказват да водят преговори и не желаят екскорт от UNTAG. Сблъсъците продължават между войските на SADF и частите на SWAPO, твърдящи, че са отново в Ангола. На 20 април 1989 г. е постигнато ново споразумение, като частите на SADF се оттеглят за 60 часа, за да могат силите на SWAPO да се изтеглят мирно. SADF се е нуждаела от две седмици, за да се увери, че SWAPO наистина са напуснали Намибия и също така да задържи всички открити оръжия.
Подновеният сблъсък и решението на Ахтисаари да позволи на южноафриканските военни да напуснат казармите предизвиква бурна реакция в почти всички африкански страни. В резултат от това ООН увеличава числеността на полицията и назначава Йосиф Легвайла от Ботсуана за заместник на Ахтисаари. След споразумението в Etjo оттеглянето и проверката преминават без проблем и до края мисията е почти разгърната, макар да изостава с месец от графика.

### Нови военни действия
Въпреки забавянето поради сраженията в началото на април, оттеглянето на южноафриканските военни сили продължава по график, като войските са ограничени на територията на базите в срок до 13 май и се свеждат по договаряне до 1500 до 24 юни 1989 г. Също така мисията потвърждава и второто разоръжаване на огромната войска главно на 22 000 силни югозападни африкански териториални сили и 11 000 местни „градски сили“. Съставени са от Южна Африка – субсидираща и контролираща военните сили, които са били разоръжени и разпуснати преди 1 април, но са извикани отново да се борят в началото на сблъсъците през април. На 1 юни отново са демобилизирани.
UNTAG е обвинена в осъществяване на контрол над силите на SWAPO, разположени в южната част на Ангола и въпреки многобройните обвинения предимно от Южна Африка, че има струпване по границите и нарушения на граничните споразумения, тези твърдения са отречени от групата.
След ограничаването на SADF в базите им, Югозападната африканска полиция (SWAPOL) става единствената южноафриканска контролираща сила в Намибия и също така главната сила за спазването на закона и реда в провинцията. Полицейските части на UNTAG са силно притиснати да контролират всички полицейски части, които не винаги са добре съвместими. Имало е множество доклади за полицейски злоупотреби, въпреки че са подчинени на политиката на мисията за разгръщане. Бившите членове на Коевоет – полувоенна противоудърна бунтовническа група, която се разпада пред 1989 г., и включването на SWAPO се оказва най-трудното нещо. Според доклада на ООН за първите няколко месеца, формираните части на Коевоет пътуват тежко въоръжени и често съобщават за бурни и наети сплашвания по време на бунта.
След като тези доклади изтичат, UNTAG започва преговори с генералния мениджър Пиенаар и с Южноафриканското правителство, настоявайки че всички южноафрикански сили в Намибия трябва да бъдат леко въоръжени, и че бившите части от Коевоет и командни структури трябва да бъдат премахнати, тъй като повечето от служителите на Коевоет нямат полицейско обучение. Според Южна Африка има струпване на силите на SWAPO по границите и искат връщането на бившите части от Коевоет. Окончателно тези сили са разпуснати на 1 септември 1989 г., няколко седмици преди изборите.

### Изборна подготовка
Крайната цел на мисията е да организира свободни и честни избори за Учредително събрание, което да напише конституцията на страната. В процеса на подготовка са се търсели редица законодателни промени. На 12 юни генералният мениджър Пиенаар обявява обща амнистия за всички намибийци, живеещи в чужбина, и отменя 56 дискриминационни закона. Също така узаконява освобождението на политическите затворници и заловените войници, които са поставени под наблюдението на UNTAG. От SWAPO се изисква да освободи заловените членове на южноафриканските сили за сигурност. SWAPO и Южна Африка твърдят, че отсрещната страна продължава да държи затворници, обвинения които многократно са отричани от всички. Предполагаемите места за задържане са търсени от служителите на UNTAG и списъците с безследно изчезналите лица са премахнати, и впоследствие намаляват до малко над 300 нерегистрирани физически лица. Бежанците също така са подпомагани след амнистията. Много от тях са транспортирани обратно със самолет, регистрирани са и им е оказана помощ. Връщането и заселването на бежанците е една от най-известните и успешни действия на мисията, докато конфликта около освобождението на затворниците е едно от най-трудните. След отхвърлянето на избирателния закон предложен от Главния мениджър Пиенаар, като сериозен недостатък се счита, че мисията назначава лидерите на политическите партии, изготвя техните правила за политически партии, които определят тяхната роля в новата демокрация на Намибия. Генералният секретар на ООН също посещава Намибия и се среща с политическите лидери насърчавайки националното единство. Членовете на UNTAG и политическите партии са имали среща с политическите лидери на всички нива, за да се гарантира, че сплашване, купуване на гласове и други нередности не са насърчавани и съобщават, че няма да бъдат толерирани от наблюдателите на изборите и партийните лидери. Мисията също така спонсорира телевизията, радиото и печатните медии на редица местни езици, насочени към образуванието на хората относно техните права и отговорности в предстоящите избори и демокрацията.
Мисията е отговаряла за регистрирането на избирателите в разпокъсано населената страна, били са създадени 70 регистрационни центъра със 110 мобилни екипа за регистрация на поотдалечените райони. Всички Намибийци над 18 са имали право да гласуват и регистрацията надхвърля очакванията, илюстрираща ентусиазма в цялата страна по време на изборите. UNTAG също така регистрира 10 политически парти за изборите. Над 350 избирателни секции са били създадени в цялата страна и служителите на полицията, армията, гражданските части на UNTAG са били дежурни да наблюдават изборите, заедно със стотици допълнителни специалисти предоставени от повече 25 страни членки.
В месеците преди изборите постъпват оплаквания от няколко среди, включително SWAPO, САЩ, Неправителствени организации и самата UNTAG, относно полицейските практики за сплашване и дори подготовка за изборни измами.
Гласуването се е провело в 5 дневен период от 7 до 10 ноември. Протекло е без проблеми със съобщения за сплашване, които намаляват с наближаването на изборите и няма отчетено насилие по време на изборите. Избирателите са образували опашки дълги половин миля в някои избирателни райони, но в крайна сметка избирателната активност е била 97%, като е докладвано че малко повече от 1% са недействителните бюлетини. Изборите са обявени за свободни и честни от всички международни наблюдатели, които са присъствали, както и от специалния представител на ООН Марти Ахтисаари.

## Резултати
SWAPO печели изборите с 57% от гласовете, като е необходимо поне две-трети мнозинство за контролиране на конституционния процес изцяло. А Учредителното събрание, отново на базата на резултатите на изборите, се събира за да разгледа проекта за Конституция който е приет на 9 февруари 1990 г. Събранието определя 21 март 1990 г. за деня на независимостта на Намибия.
След изборите генералният мениджър Пиенаар продължава своята роля заедно със специалния представител на ООН Ахтисари и UNTAG. Едно от последните действия на Пиенаар е да промени амнистията срещу бъдещата прокуратура, предоставена на намибийските изгнаници през юни 1989 г., и да прикрие всички – включително южноафриканските служители, милицията и SADF, за престъпления, извършени по време на войната.
В месеците преди изборите частите на мисията са бавно усвоени и крайните сили на SADF са оттеглени. До края на независимостта всички части на UNTAG са напуснали, с изключение на някои кенийски войски, които остават да обучават новата намибийска армия под независимо споразумение. Няколко дипломати от ООН остават да помагат на новата независима държава.
Мисията на UNTAG е смятана за много успешна от ООН и нейните държави членки. Намибия става демократична без да има расова съгрегация в системата на апартейда. Проблемите със сигурността намаляват по време на разгръщането на мисията и изборите приключват по-добре от колкото е очаквано. Въпреки напрежението след изборите Намибийското и Южноафриканското правителство установяват официални дипломатически отношения. Освен това тревогите относно разходите на мисията са доказано не основателни, тъй като е била с първоначален бюджет от 700 милиона долара и дори под намален бюджет прието от Съвета за сигурност на САЩ от 416 милиона долара, а е изразходила по-малко от 368,6 милиона долара. Имало е 19 смъртни случая на служители от ООН за по-малко от година.